# Mareza (gmina)
Mareza – dawna gmina wiejska istniejąca w latach 1945–1954 w woj. gdańskim (dzisiejsze woj. pomorskie). Siedzibą władz gminy była Mareza.
Gmina Mareza powstała po II wojnie światowej (1945) na terenie tzw. Ziem Odzyskanych (tzw. IV okręg administracyjny – Mazurski). 25 września 1945 roku gmina – jako jednostka administracyjna powiatu kwidzyńskiego – została powierzona administracji wojewody gdańskiego, po czym z dniem 28 czerwca 1946 roku weszła w skład woj. gdańskiego. Według stanu z 1 lipca 1952 roku gmina składała się z 2 gromad: Mareza i Rozpędziny.
Gmina została zniesiona 29 września 1954 roku wraz z reformą wprowadzającą gromady w miejsce gmin. Jednostki nie przywrócono 1 stycznia 1973 roku wraz z kolejną reformą reaktywującą gminy.